# Forest (Ohio)
Forest es una villa ubicada en el condado de Hardin en el estado estadounidense de Ohio. En el Censo de 2010 tenía una población de 1461 habitantes y una densidad poblacional de 351,46 personas por km².

## Geografía
Forest se encuentra ubicada en las coordenadas 40°48′23″N 83°30′41″O / 40.80639, -83.51139. Según la Oficina del Censo de los Estados Unidos, Forest tiene una superficie total de 4.16 km², de la cual 4.16 km² corresponden a tierra firme y (0%) 0 km² es agua.

## Demografía
Según el censo de 2010, había 1461 personas residiendo en Forest. La densidad de población era de 351,46 hab./km². De los 1461 habitantes, Forest estaba compuesto por el 98.02% blancos, el 0.41% eran afroamericanos, el 0.07% eran amerindios, el 0% eran asiáticos, el 0% eran isleños del Pacífico, el 0.14% eran de otras razas y el 1.37% pertenecían a dos o más razas. Del total de la población el 1.03% eran hispanos o latinos de cualquier raza.